# Blattohrmäuse
Die Blattohrmäuse (Phyllotis) sind eine in Südamerika lebende Nagetiergattung aus der Gruppe der Neuweltmäuse. Das Verbreitungsgebiet dieser Tiere reicht von Ecuador über Peru und Bolivien bis Chile und Argentinien. Sie umfassen aktuell 20 Arten.

## Merkmale
Blattohrmäuse erreichen eine Kopfrumpflänge von 7 bis 15 Zentimeter, der Schwanz wird 5 bis 17 Zentimeter lang und das Gewicht beträgt 20 bis 100 Gramm. Namensgebendes Merkmal sind die großen, 2 bis 3 Zentimeter langen Ohren. Ihr Fell ist an der Oberseite graubraun, gelbbraun oder rötlich gefärbt, die Unterseite ist weiß oder hellgrau.

## Lebensraum und Lebensweise
Blattohrmäuse bewohnen Savannen, Buschländer, Wüsten und Gebirgsregionen und kommen in über 5000 Metern Seehöhe vor. Ein lebendes Exemplar der Art Phyllotis vaccarum wurde im Februar 2020 auf dem Gipfel des Llullaillaco in 6739 Metern Höhe über dem Meeresspiegel gefangen und ist damit das erste belegte Säugetier (neben dem Menschen), das eine derartige Höhe erreicht. Mumifizierte Kadaver auf weiteren Vulkangipfeln der Anden in 6029 bis 6233 Metern Höhe sind bis zu 350 Jahre alt. Sie zeigen auf, dass die Tiere diese Regionen nicht erst in jüngster Zeit besiedelt haben, sondern vermutlich dauerhaft in dieser Höhe leben und sich dort vermehren (ursprünglich wurde das lebend beobachtete Exemplar der Gelbsteiß-Blattohrmaus (Phyllotis xanthopygus) zugewiesen, die Form erwies sich jedoch als Artkomplex und wurde daher aufgespalten).
Ihre Lebensweise gleicht der der nord- und mittelamerikanischen Weißfußmäuse und sie haben ähnliche ökologische Nischen besetzt. Als Unterschlupfe dienen ihnen Felsspalten, Erdhöhlen oder die verlassenen Baue anderer Tiere. Je nach Art können sie nacht-, dämmerungs- oder tagaktiv sein. Ihre Nahrung besteht aus Samen, grünen Pflanzenteilen und Flechten.

## Systematik
Es werden folgende Arten unterschieden:
- Phyllotis alisosiensis kommt in Argentinien vor.
- Phyllotis amicus ist auf das westliche Peru beschränkt.
- Phyllotis andium kommt in Ecuador und Peru vor.
- Phyllotis anitae lebt in den tropischen Anden im nordwestlich Argentinien.
- Phyllotis bonariensis lebt im östlichen Argentinien. Da ihr Lebensraum intensiv landwirtschaftlich genutzt wird, ist die Art möglicherweise bedroht.
- Phyllotis camiari lebt im zentralen Argentinien.[6]
- Phyllotis caprinus bewohnt Südbolivien und Nordargentinien.
- Phyllotis darwini lebt an der mittelchilenischen Küste.
- Phyllotis definitus kommt nur im westlichen Zentralperu vor.
- Phyllotis gerbillus lebt ausschließlich in Peru.
- Phyllotis haggardi bewohnt die Andenregionen Ecuadors.
- Phyllotis limatus ist von Westperu bis Nordchile verbreitet.
- Phyllotis magister lebt in Peru und Nordchile.
- Phyllotis osgoodi bewohnt das nördliche Chile.
- Phyllotis osilae ist von Südperu bis Nordargentinien verbreitet.
- Phyllotis pearsoni bewohnt das nördliche Peru.
- Phyllotis pehuenche kommt nur im zentralen Westargentinien vor.
- Phyllotis vaccarum lebt in den Anden in Argentinien und Chile.[5]
- Phyllotis wolffsohni kommt im westlichen Bolivien vor.
- Phyllotis xanthopygus ist von Peru bis Südchile verbreitet.

Die Gattungen Auliscomys, Graomys, Loxodontomys und Paralomys wurden früher ebenfalls in diese Gattung eingegliedert. Heute bilden sie zusammen mit einigen anderen die Tribus Phyllotini innerhalb der Sigmodontinae.